# Palazzo di Giustizia (Trento)
Il Palazzo di Giustizia di Trento è in Largo Luigi Pigarelli, nel centro cittadino. Fa parte del complesso, di epoca asburgica, che prevedeva nella medesima struttura gli uffici giudiziari e le carceri.

## Storia

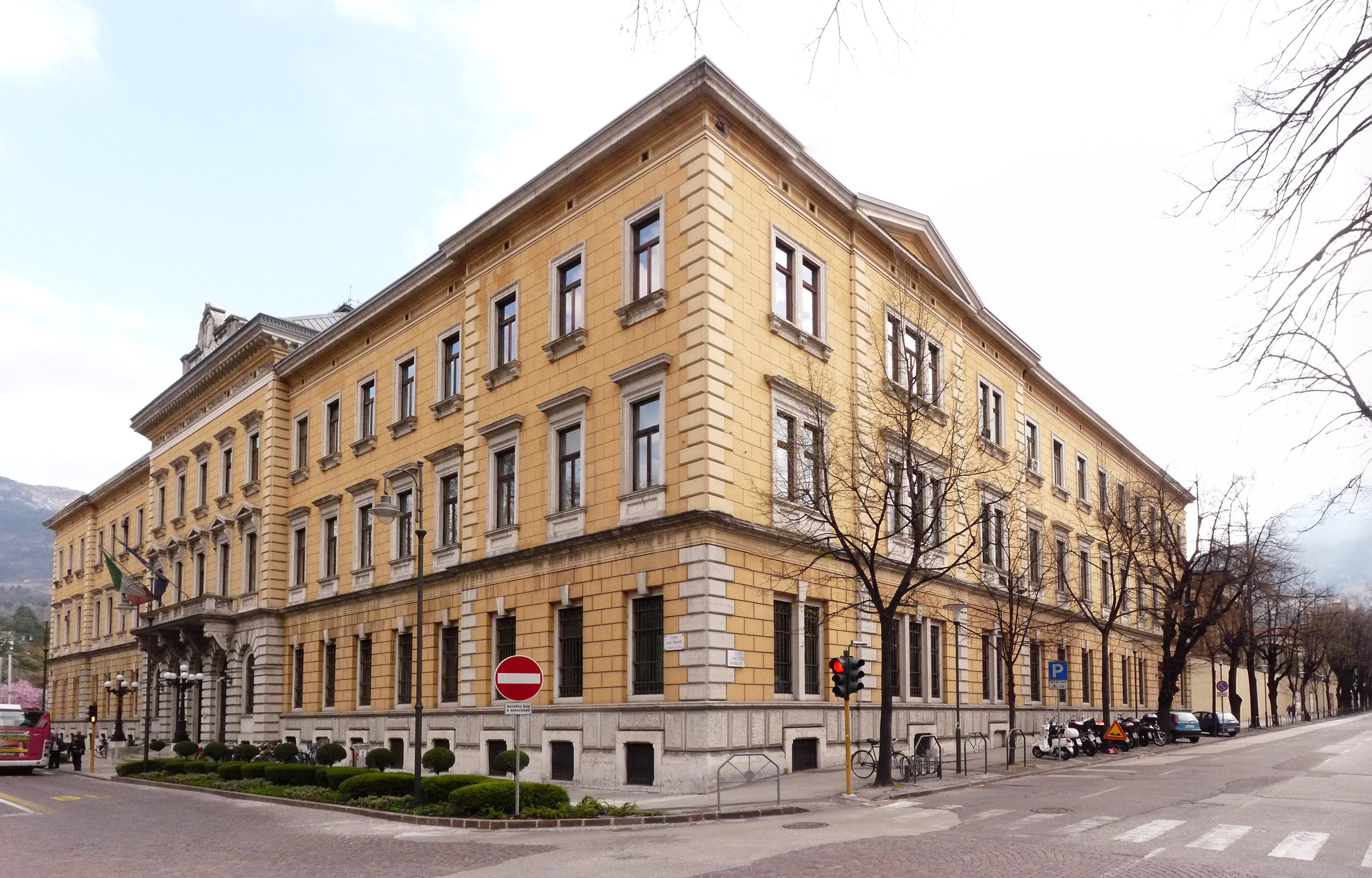
Il Palazzo di Giustizia visto da sud ovest; a destra, la struttura carceraria lungo Via Barbacovi

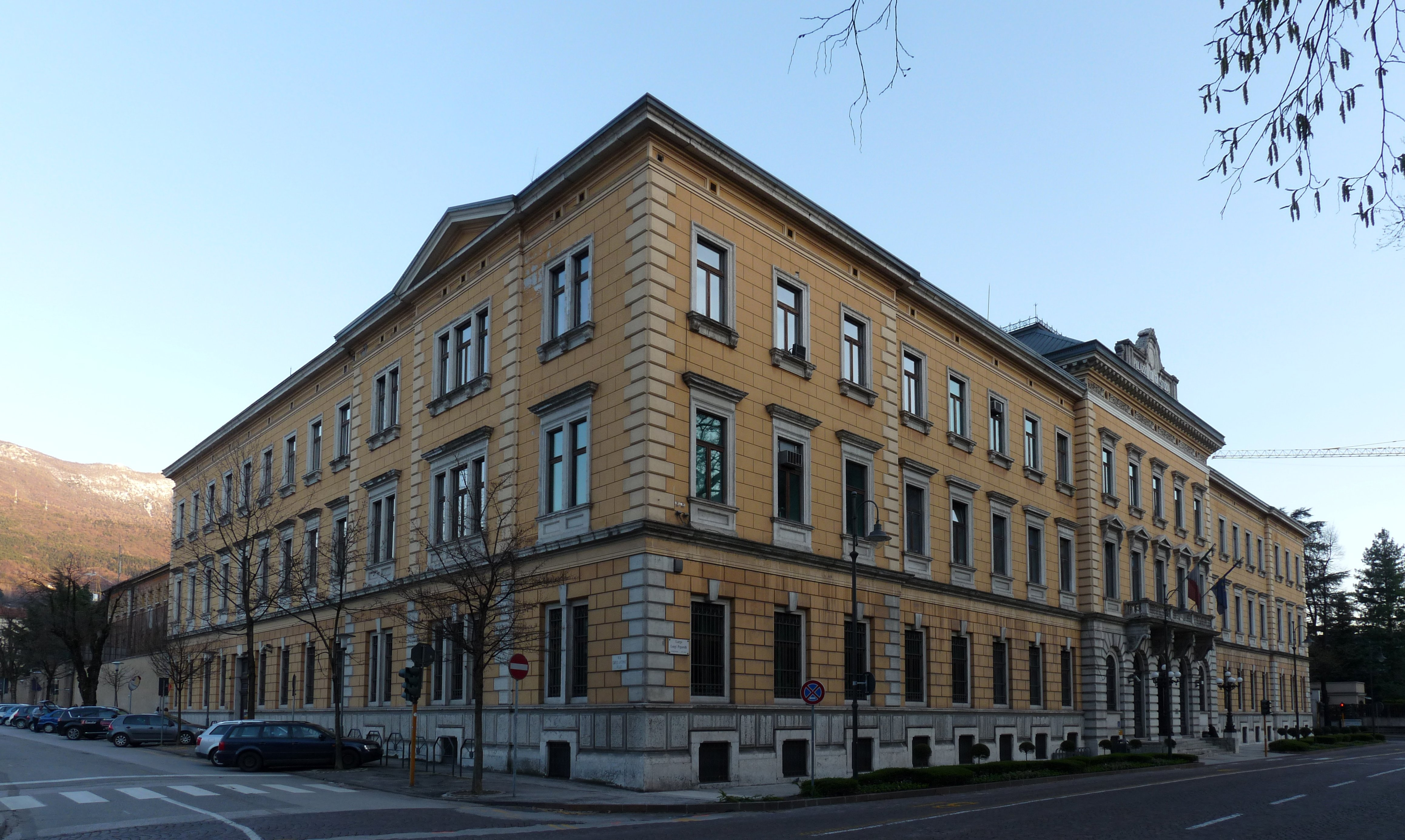
Il Palazzo di Giustizia visto da nord ovest; a sinistra, la struttura carceraria lungo Via Pilati

Il Palazzo di giustizia e le confinanti strutture carcerarie furono progettate dall'architetto austriaco Karl Schaden (Vienna, 8 giugno 1843 - 6 luglio 1914) nel 1876, su progetto preliminare del nuovo complesso tribunale-carcere trentino di Ignazio Liberi.
Schaden, funzionario imperiale, era esponente del movimento viennese "universalista", che in architettura si sviluppava con lo stile neogotico e neoclassico. Il Palazzo fu realizzato insieme ad una serie di opere pubbliche dello stesso periodo; il complesso Tribunale-Carcere rappresenta il più imponente edificio dell'epoca austroungarica a Trento. All'epoca della costruzione del palazzo destinato ad ospitare l'Imperial Regio Tribunale furono tracciate le Vie Barbacovi e Pilati (1881), tuttora esistenti.
I lavori furono eseguiti da maestranze locali, con l'uso di pietra rossa di Trento tratta dalle cave cittadine,; il Palazzo fu inaugurato dall'imperatore Francesco Giuseppe nel 1881, come riportato sull'epigrafe posta nell'edicola all'ingresso del Palazzo.
Con la chiusura del carcere (ed il trasferimento dei detenuti nella nuova struttura di Trento-Spini) risulta programmata la creazione di un Polo giudiziario che, fra l'altro, prevede la demolizione dell'area carceraria. La questione ha determinato polemiche per la prevista distruzione della Cappella del Buon Pastore e dell'eliminazione del binomio architettonico Tribunale-Carcere, realizzato in molte altre esperienze del mondo mitteleuropeo. La giustizia amministrativa ha definitivamente rigettato i ricorsi contro l'abbattimento.

## Descrizione
Il corpo originario del Palazzo destinato agli uffici giudiziari era composto da un edificio su 3 livelli fuori terra ed uno seminterrato, di pianta rettangolare, con il lato lungo (la facciata) posto parallelamente all'asse di Via San Francesco d'Assisi (oggi Largo Pigarelli).
I lavori successivi hanno parzialmente modificato l'equilibrio originario: l'innalzamento del secondo e terzo piano dei corpi laterali (1922, progetto dell'arch. Natale Tommasi, per il Commissariato dei Lavori Pubblici); la costruzione dei corpi servizi sanitari e del vano ascensore (1955); la demolizione della struttura della Corte d'Assise e l'edificazione di un corpo a 3 piani più interrato, oggi sede della Corte d'Assise e della Procura della Repubblica; la sistemazione interna al piano rialzato e al primo piano e ristrutturazione del piano sottotetto (1999).

## Uffici attuali
Il Palazzo di giustizia ospita la Corte d’appello e la Procura generale, il Commissariato per gli usi civici, la maggior parte degli uffici del Tribunale (altra sede è in Via Aconcio) e la Procura della Repubblica. Vi hanno sede la Biblioteca distrettuale e l'Ordine degli Avvocati di Trento.
Dal 2009, una serie di aule hanno avuto un'intitolazione: 
- aula Galli-Alessandrini (udienze penali)[8][9]
- aula Croce-Ambrosoli (udienze penali)[10][11]
- aula Falcone-Borsellino (udienze Corte d'appello)[12][13]
- sala riunioni della Procura generale della Repubblica Rosario Livatino[14]

## Dislocazione uffici
- Largo Pigarelli 1 (sede principale)[15]
- Via Jacopo Aconcio 2[15]